# Prehistoria y protohistoria de Polonia
La prehistoria y protohistoria de Polonia abarca desde la aparición de los humanos en el terreno que ocupa la actual Polonia hasta el establecimiento del Estado polaco en el año 966. Aunque cubre al menos miles de años, tenemos solo una limitada cantidad de información sobre este período a nuestro alcance. El uso del idioma escrito en Polonia empezó con la llegada de la cristiandad después del 966. Las investigaciones científicas sobre esta etapa están basadas principalmente en métodos arqueológicos y en numerosos escritos medievales.

## Edad de Piedra
Los asentamientos humanos en las tierras polacas tuvieron lugar más tarde que en otras regiones que contaban con un clima más hospitalario como el sur o el este de Europa y fueron dependientes de los recurrentes episodios de glaciación. En Trzebnica bajo los sedimentos del período de glaciación del río San fueron encontrados los primeros restos del género Homo junto con primitivas herramientas de piedra, huesos de animales que cazaban y espinas de pez que pescaban, estos restos tienen alrededor de 500 000 años de antigüedad. Restos más recientes de Homo erectus han sido encontrados en Rusko, situado como Trzebnica en la región de Baja Silesia.
El Homo neanderthalensis (también conocido como Homo sapiens neanderthalensis) vivió en la mitad sur de Polonia durante el Paleolítico Medio, entre el 300 000 y el 40 000 a. C. Aunque no se han identificado huesos humanos pertenecientes a este período, se han encontrado varias reliquias e identificado distintas culturas neanderthales. En el valle del río Prądnik (al norte de Cracovia) y en Zwoleń (cerca de Radom) se encuentra un asentamiento perteneciente a la cultura Micoquien-Prądnik, que data de los años 85 000 a 70 000 a. C. (fase temprana del período de glaciación del río Vístula). El análisis de este emplazamiento demuestra que algunos neanderthales fueron habilidosos cazadores en grupo capaces de matar numerosos grandes mamíferos característicos del clima frío del Paleolítico y trabajar la carne, huesos y piel mediante herramientas especializadas.
El Homo sapiens aparece en el comienzo del Paleolítico Superior, que dura entre el 40 000 hasta el 9000 a. C. Durante los períodos más fríos del Paleolítico Superior, entre el 20 000 y el 15 000 a. C., Polonia permanece deshabitada. En la primera parte probablemente los neandertales aún existían y coexistieron con los humanos modernos.
Una vez más el valle del río Prądnik es fuente de numerosos emplazamientos y artefactos del Paleolítico Superior, en este caso pertenecientes a la cultura magdaleniense del año 14 500 a. C.
Cerca de Świecie en Stare Marzy se han encontrado campamentos pertenecientes a las culturas Swideria, Federmesser y ahrensburgiense.
El Mesolítico comprende desde el 9000 a. C., cuando hubo un rápido calentamiento climático, hasta el 5500 a. C. Objetos y herramientas se fabrican con piedra, huesos, madera, cuero o plantas para cuerdas y canastos. Al menos durante el Mesolítico superior los muertos son enterrados en tumbas y equipados con objetos familiares. En Skierniewice se encuentra una de estas tumbas en un estado de buena conservación, aparentemente pertenecía a un creador de herramientas y data del 5500 a. C.

### Neolítico
El Neolítico comenzó aproximadamente en el 5500 a. C. con la llegada desde el río Danubio de la cultura del Danubio, que mantenían ganado, cultivaban cereales y trabajaban la alfarería. Formaron las primeras comunidades rurales, forjando el avance civilizacional más fundamental.
A los recién llegados se los conoce actualmente como la Cultura de la cerámica de bandas, una cultura uniforme que sobrevivió en Polonia en su forma original hasta el 4600 a. C. A pesar del gran impacto que tuvieron, a juzgar por el tamaño de los asentamientos conocidos llegaron en pequeñas oleadas de unos cientos o pocos miles como máximo. Principalmente poblaron los terrenos fértiles de las zonas altas del sur y los valles de los ríos al norte hasta el mar Báltico. Vivieron junto con los nativos, más numerosos, que aún llevaban el estilo de vida del Mesolítico, sin embargo debido a que ambos grupos vivían en distintos entornos no hubo mucha interacción. Sus aldeas estaban formadas por varias casas rectangulares de unos 30 metros de longitud, las más antiguas están situadas en la región Baja Silesia.
Grandes complejos pertenecientes a esta cultura se han encontrado en Targowisko y Szarów, en el condado de Wieliczka, una fértil área de loess. Estos asentamientos se extendían sobre un tramo de tierra de más de 3 km de largo. Algunas de las estructuras identificadas funcionaban juntas, como era el caso de edificios conectados por un patio y protegidos por una valla en común.
Las plantas eran cultivadas principalmente en jardines cercanos, sin embargo también cultivaban el trigo y la cebada en pequeños campos obtenidos de la quema de bosques. Más lejos se situaban las tierras de pasto. En total el área usada por un solo asentamiento podía tener un radio de unos 5 km. El ganado vacuno, ovejas y cabras eran más numerosas en las llanuras norteñas donde la tierra era menos fértil. Las comunidades de la cultura del Danubio estaban en contacto unas con otras e intercambiaban bienes a través de largas distancias, incluso con sus regiones de origen más allá de los Cárpatos.
Después del 5000 a. C. llegaron del sur nuevas olas de inmigración, lo que aceleró el proceso de diferenciación de la sociedad agraria en distintas culturas durante la primera mitad del V milenio a. C. En la cuenca del río Óder se situó principalmente la cultura de la cerámica perforada, llamada así por ser una variación con perforaciones de la cultura de la cerámica de bandas. En la cuenca del río Vístula aparecen la cultura Lengyel y la cultura Polgar. Aunque estas dos regiones se desarrollaron separadamente, muchas de las tradiciones de las culturas del Danubio permanecieron en ambas. Las casas tenían forma trapezoidal alargada de hasta 40 m de largo y se agrupaban en grandes complejos a menudo protegidos por muros de maderos y tierra, fosos y otras fortificaciones. Tales medidas defensivas, que empezaron a construirse a partir del siglo V a. C., aparentemente eran necesarias contra la población nativa que aún vivía en el Mesolítico o contra otros asentamientos del río Danubio. Su diseño era similar al que se realizaba en las áreas del Danubio. Varios cementerios y tumbas con objetos elaborados como joyas, testifican la aparición de una sociedad relativamente más rica. La cría de ganado, el comercio y la agricultura eran la base de su sustento. Se comerciaba con la sal, que llegó a ser una mercancía muy buscada probablemente usada al principio para ayudar a preservar la comida. La gente de la cultura de Lengyel ya explotaba los yacimientos de Wieliczka, donde dejaron vasijas de cerámica usados para guardar la sal.
La cultura del Danubio produjo muchos objetos ricamente decorados, como recipientes de arcilla que contenían ornamentos fabricados con cabezas de animales o figuritas de mujeres.
En Ślęza, situado en el condado de Breslavia, se ha encontrado un poblado y un cementerio pertenecientes a la cultura Lengyel-Polgar, que datan aproximadamente del 4600 a. C. Consistía en una casa central de forma trapezoidal acompañada de varias estructuras de soporte construidas posteriormente. En el poblado de Osłonki se han encontrado unas 30 casas trapezoidales y alrededor de 80 tumbas, algunas de ellas con muchos ornamentos de cobre. Las actividades agrícolas y de construcción de las comunidades de Osłonki y la cercana Brześć Kujawski probablemente causaron daño ambiental que finalmente forzó a abandonar la zona.
La cultura agrícola de Malice, del sur de Polonia, fue la primera cultura neolítica en originarse al norte de los Cárpatos y extenderse por el sur.
Después del 4500 a. C. la cultura ertebölliense entra en una nueva fase de cerámicas con sus propias formas de alfarería. Vivían en las orillas del mar Báltico y se especializaban en usar los recursos marinos, representan todavía la forma de vida del Mesolítico. En Dąbki donde se encuentra uno de sus poblados se han encontrado cerámicas de bandas perforadas, obtenido probablemente del comercio con la gente de la cultura del Danubio.
Las poblaciones mesolíticas nativas fueron asimilando lenta y gradualmente la nueva forma de vida basada en la agricultura y el uso de cerámicas. Pasaron mil años de Neolítico hasta poder encontrar cría de animales y cultivos a un nivel apreciable. Cuando finalmente mostraron interés por las tierras fértiles ocupadas por las últimas culturas del Danubio, se convirtieron en la amenaza que las obligó a fortificar sus asentamientos.

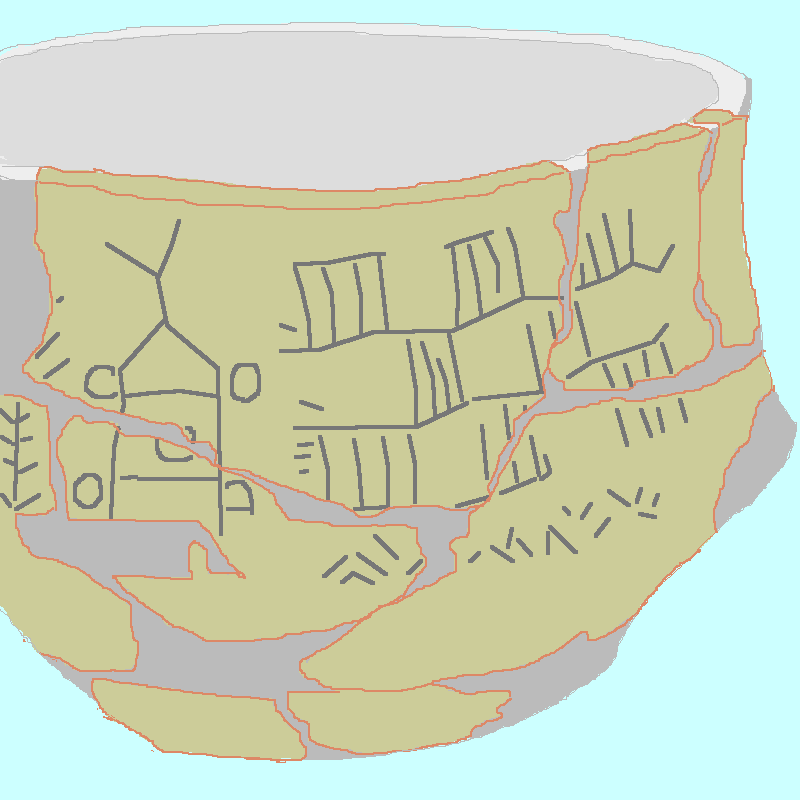
Olla de Bronocice - la imagen más antigua de un vehículo de ruedas en el mundo

La primera cultura neolítica verdaderamente nativa fue la cultura de los vasos de embudo (funnel-beaker), que recibe el nombre de la forma de sus típicas vasijas de barro, se desarrolló a partir del año 4400 a. C. y perduró unos dos mil años. Como otras culturas posmesolíticas, la gente de los vasos de embudo poseía una tradición megalítica: construían tumbas formadas por grandes piedras, algunas de ellas enormes parecidas a pirámides. A causa de la demanda de piedra para la construcción, pocas de estas estructuras han sobrevivido hasta nuestros días, pero se ha encontrado un ejemplo bien preservado de la primera mitad del siglo IV a. C. en Wietrzychowice en las cercanías de Włocławek. De este lugar y período data un cráneo que fue sometido a un proceso de trepanación. El comienzo de las culturas posmesolíticas en Polonia coincide con los comienzos de la Edad del Cobre en los Balcanes. Se comerció con objetos de cobre, principalmente ornamentos. Más tarde fueron desarrollados localmente primero por las culturas del Danubio y después por las culturas indígenas. Se han encontrado trabajos de cobre en Złota, en los alrededores de Sandomierz. Los objetos decorativos de barro contienen representaciones realistas de animales y contenedores con grabados: como la olla de Bronocice (c. 3400 a. C.) tiene una escena narrativa y la aparición más antigua de un carro de cuatro ruedas. Las herramientas de piedra se mejoran y adquieren su característica superficie pulida.
Originarios de las llanuras centroeuropeas, la gente que hacía vasos de embudo (funnelbeaker) migró al sur, a las regiones previamente ocupadas por las culturas del Danubio, hasta llegar a Bohemia y Moravia. Las personas de esta cultura, al ser más numerosas, estar mejor adaptadas al ambiente, ser más organizadas y económicamente más productivas, desplazaron a las culturas del Danubio en su última fase.
La cultura de las ánforas globulares es la siguiente cultura importante del Neolítico. Se origina en las llanuras polacas durante la primera mitad del IV milenio a. C. y dura hasta el 2400 a. C. y recibe el nombre de la forma de su cerámica. Se especializaron en la cría de animales domésticos, eran semisedentarios, buscando los pastos más óptimos y mudándose cuando era necesario. Este estilo de vida seminómada era necesario probablemente debido a las pobres condiciones del terreno, mermados y convertidos en infértiles por la explotación extensiva y la quema de los bosques de los siglos precedentes. Es la primera cultura de Polonia que domestica el caballo y en la que el cerdo se convierte en una fuente importante de alimento. Se ha descubierto la existencia de rituales con animales, a menudo se encuentran uno o dos individuos enterrados juntos junto con objetos como tambores. Se desconoce el rol de estos objetos.
La cultura de Baden del sur de Polonia fue la última de las ancestrales culturas del Danubio, existió hasta el 2600 a. C. Las vasijas que fabricaban contaban con característicos ornamentos radiales en relieve. En Bronocice (Pińczów) se encuentra un asentamiento fortificado de grandes dimensiones perteneciente al 3000 a. C.
La minería del sílex representa la mayor industria de este período. En Krzemiosnki Opatowskie se ha encontrado una de las minas de sílex más grandes del Europa, cuenta con más de 700 pozos y pasajes subterráneos bien preservados.
La cultura Rzucewo recibe su nombre de un pueblo cerca de Puck donde fue descubierta. Se desarrolla a partir de las poblaciones del norte de la cultura de la cerámica cordada como una rama especializada en la explotación de los recursos marinos. Sus asentamientos se encuentran a lo largo de la bahía de Gdańsk, se dedicaban a la pesca y la caza, especialmente de focas, abundantes durante este período en toda la costa Báltica. La cultura Rzucewo se dedica también a la extracción y elaboración de objetos decorativos de ámbar.
Desde el lado opuesto de Europa, la península ibérica, llegó otro pueblo que formó durante el período 2500-1900 a. C. la cultura de vaso campaniforme. El sureste de Polonia fue el límite de su expansión al este. Su gran movilidad por el continente ayudó a dispersar nuevos descubrimientos por toda Europa como el desarrollo de la metalurgia.

## Edad de los Metales
En Polonia la Edad de Bronce comienza entre 2400-2300 a. C. La Edad de Hierro comienza aproximadamente en el 750-700 a. C. Las culturas descritas en el artículo durante este período dejaron de existir al comienzo Nuestra Era. La afiliación lingüística o la pertenencia a grupos étnicos de los grupos que vivían en Europa central y del este durante esta época son dos asuntos sobre los que hay desacuerdo, debido a la falta de registros escritos. El asentamiento fortificado de Biskupin, perteneciente a la cultura lusaciana, es el descubrimiento arqueológico más famoso en Polonia de este período, data de los comienzos de la Edad del Hierro.

## Antigüedad
Celtas, germánicos y baltos habitaron desde el año 400 a. C. en distintas partes de Polonia. Muchos de ellos desarrollaron una organización social y cultura material avanzadas. Este período se caracteriza por una relativa alta movilidad geográfica de grandes grupos de personas. Las tribus germánicas vivieron en el territorio de la actual Polonia durante varios siglos, si bien parte de estos habitantes migraron hacia el sur y el este. Con la llegada del Imperio romano aparecen los primeros comentarios relativos a los desarrollos en las tierras polacas, proveen información adicional al compararlos con el registro arqueológico. El colapso del imperio romano y la invasión de tribus nómadas provenientes del este que destruyeron, dañaron o desestabilizaron las distintas sociedades y culturas germánicas, provocaron que estas se mudaran al este y centro de Europa en busca de lugares más seguros y ricos. El extremo noroeste de la actual Polonia quedó poblado por tribus Bálticas.

## Alta Edad Media

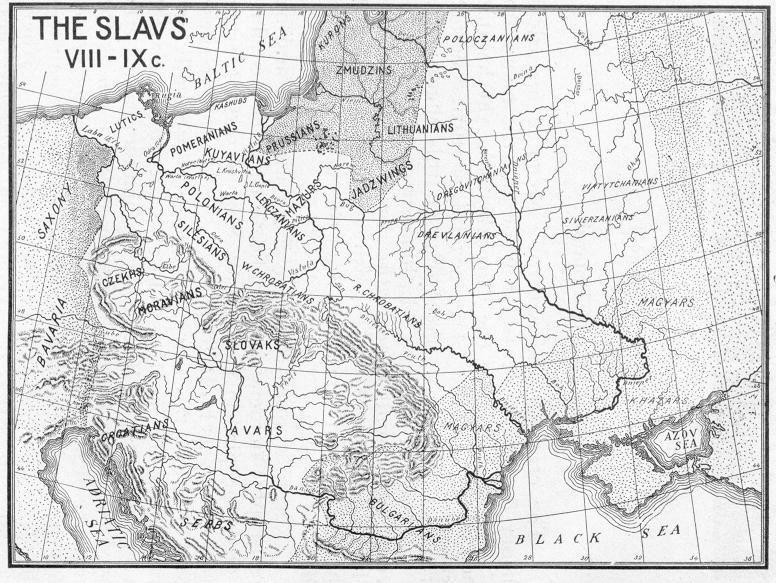
Tribus eslavas en los siglos y.

La opinión predominante es que las tribus eslavas no fueron indígenas de las tierras que llegarían a ser Polonia, sino que las primeras oleadas de eslavos poblaron el área superior del río Vístula y otros lugares del sureste y del sur de Masovia provenientes del alto y medio Dnieper. Aproximadamente medio siglo después, las tribus germánicas abandonaron estos territorios. Esta discontinuidad (un período en el que no había asentamientos humanos en el territorio polaco o estos eran raros) es el momento de la aparición de las tribus eslavas en Polonia y marca claramente el comienzo de la Edad Media.
A partir de ese momento y durante el transcurso del siglo VI la nueva población se dispersa hacia el norte y el oeste. Las tribus eslavas recién llegadas estaban considerablemente menos desarrolladas que sus predecesoras germánicas, lo que puede ser apreciado comparando la calidad de la alfarería y otros artefactos dejados por ambos grupos. Eran por lo general agricultores y vivían del cultivo de cereales, la caza y la recolección. Su migración se debió probablemente a la búsqueda de suelos fértiles y los constantes ataques en Europa central y del este realizados por oleadas de tribus y ejércitos del este como los hunos, ávaros y los magiares. Este movimiento hacia el oeste de tribus eslavas estuvo facilitado en parte por la retirada previa de las tribus germánicas con su migración hacia las más atractivas y seguras zonas del oeste y sur de Europa.
Con el comienzo del siglo VIII, algunas de las tribus polacas formaron pequeños estados, algunas de ellas se fusionaron más tarde en grandes estados. Entre las que se fusionaron se encuentran los vistulanos (wiślanie) en el sur de Polonia, siendo sus centros más importantes Cracovia y Wiślica. Más adelante los polanos (polanie, ‘gente del campo’) llegaron a tener gran importancia histórica, sobre todo después de que los estados tribales extendieran la construcción de los gróds, estructuras fortificadas con muros primitivos. Algunos de ellos se desarrollaron y fueron habitados, otros tenían un gran espacio vacío y pueden haber servido como refugios durante tiempos de conflicto. Los polanos habitaron las llanuras alrededor de Giecz, Poznań y Gniezno, lo que finalmente llegaría a ser el centro del nuevo estado, que daría nombre al país a comienzos del siglo X.